# Barkly West Museum
Il Barkly West Museum è un museo aperto nel 2000, nei pressi del ponte Barkly che attraversa il fiume Vaal presso Barkly West, nella provincia del Capo Settentrionale in Sudafrica.

## Istituzione
Il museo contiene soprattutto una collezione di minerali e reperti archeologici raccolti all'inizio del XX secolo da Gideon Retief, un tempo esposta in pessime condizioni presso il "Mining Commissioner's Museum" nella stessa città. Dopo anni di incurie, l'edificio che lo ospitava fu ristrutturato e convertito in un museo inaugurato nel 2000.

## Oggetti in mostra
Il museo espone oggetti sulla locale geologia, archeologia e storia, e pannelli creati dal McGregor Museum di Kimberley sulla storia precoloniale, sull'estrazione di diamanti alluvionali e sull'origine della storia sociale cittadina. La mostra tocca anche l'argomento dello spostamento forzato di gruppi di persone a Barkly West a metà del XX secolo, a causa del Group Areas Act emesso durante l'apartheid.
Una parte della mostra riguarda il teschio di Canteen Kopje, di cui viene esposta una copia. Una tavoletta di pietra contiene i nomi dei visitatori famosi del vicino sito archeologico di Canteen Kopje e del Mining Commissioner's Museum durante gli anni quaranta, compresa la firma dell'abate Henri Breuil.
Il museo ha assunto nuova attenzione nel 2009-2010.
Il 125º anniversario dell'inaugurazione del "Vaal River Bridge, West Barkly" (come era originariamente chiamato il ponte) fu celebrato qui il 26 giugno 2010, con letture di brani di Diamond Fields Advertiser, William Guybon Atherstone, Emil Holub, Sol Plaatje e Dan Jacobson.